# Northwest Koochiching (Minnesota)
Northwest Koochiching es un territorio no organizado ubicado en el condado de Koochiching en el estado estadounidense de Minnesota. En el Censo de 2010 tenía una población de 463 habitantes y una densidad poblacional de 0,17 personas por km².

## Geografía
Northwest Koochiching se encuentra ubicado en las coordenadas 48°24′5″N 94°8′57″O / 48.40139, -94.14917. Según la Oficina del Censo de los Estados Unidos, Northwest Koochiching tiene una superficie total de 2798.01 km², de la cual 2788.66 km² corresponden a tierra firme y (0.33%) 9.34 km² es agua.

## Demografía
Según el censo de 2010, había 463 personas residiendo en Northwest Koochiching. La densidad de población era de 0,17 hab./km². De los 463 habitantes, Northwest Koochiching estaba compuesto por el 97.41% blancos, el 0% eran afroamericanos, el 0.43% eran amerindios, el 2.16% eran asiáticos, el 0% eran isleños del Pacífico, el 0% eran de otras razas y el 0% pertenecían a dos o más razas. Del total de la población el 1.73% eran hispanos o latinos de cualquier raza.